# Комплекс Чашма

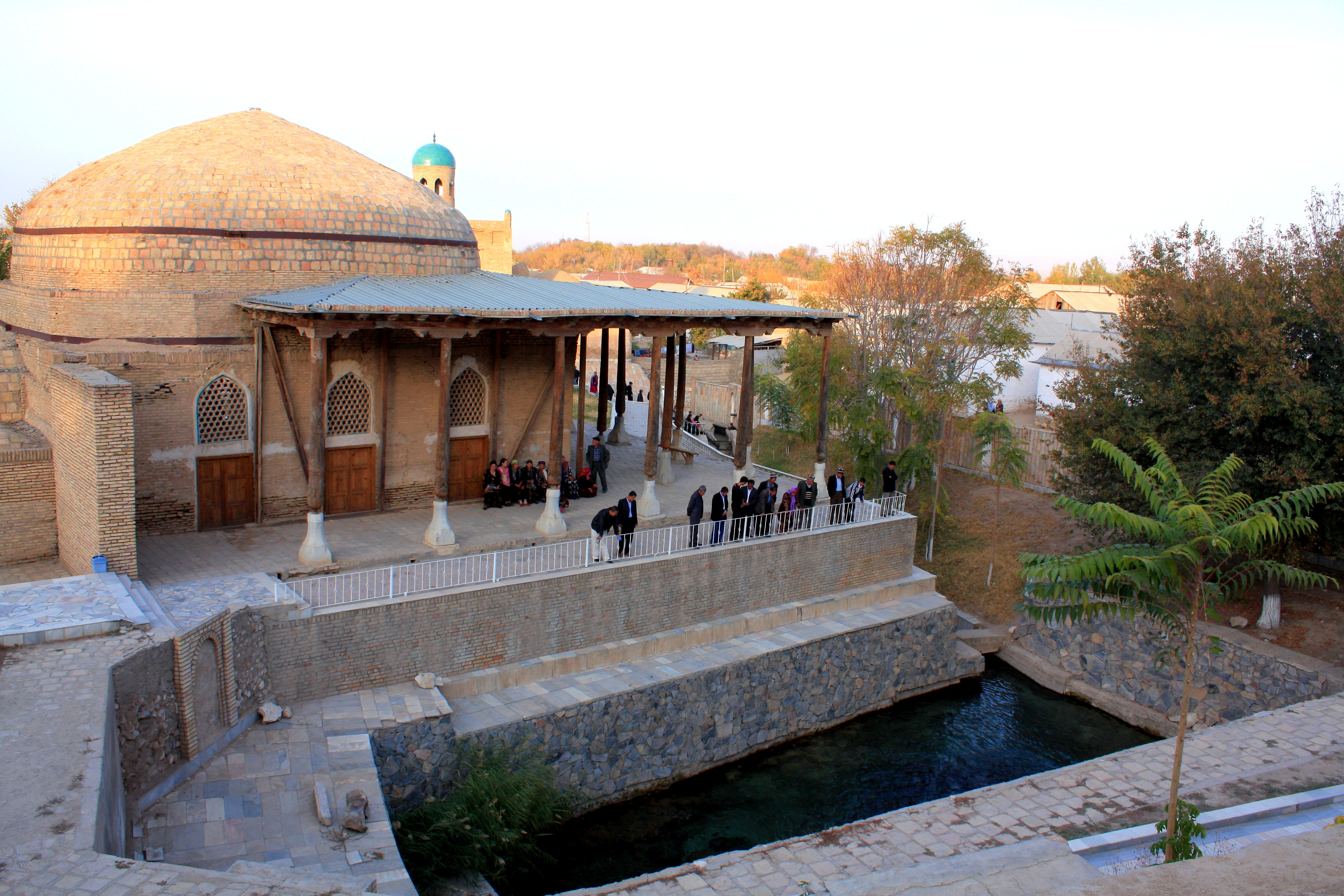
Мечеть Джума и вид на источник

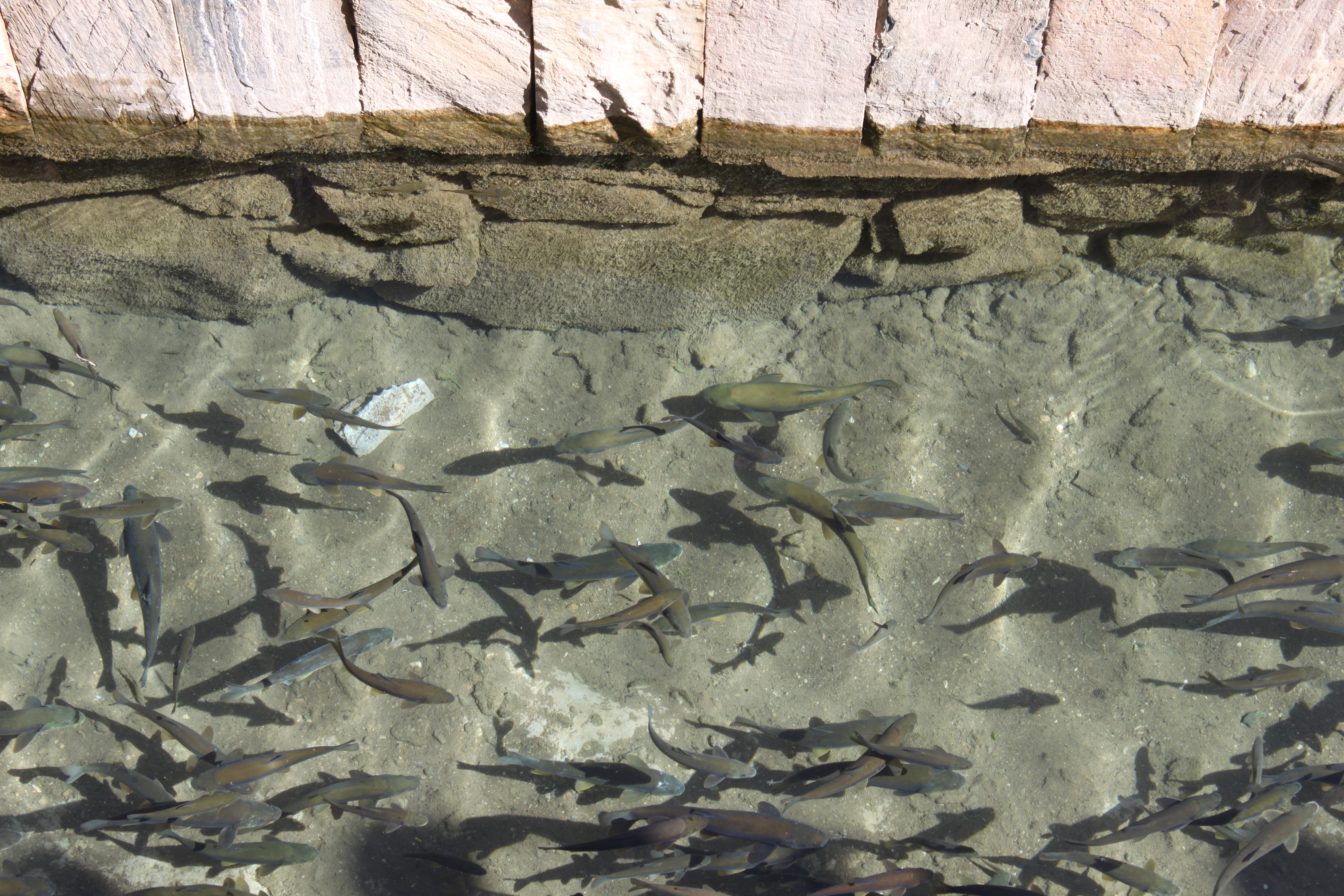
Прозрачная вода источника и населяющие её рыбы

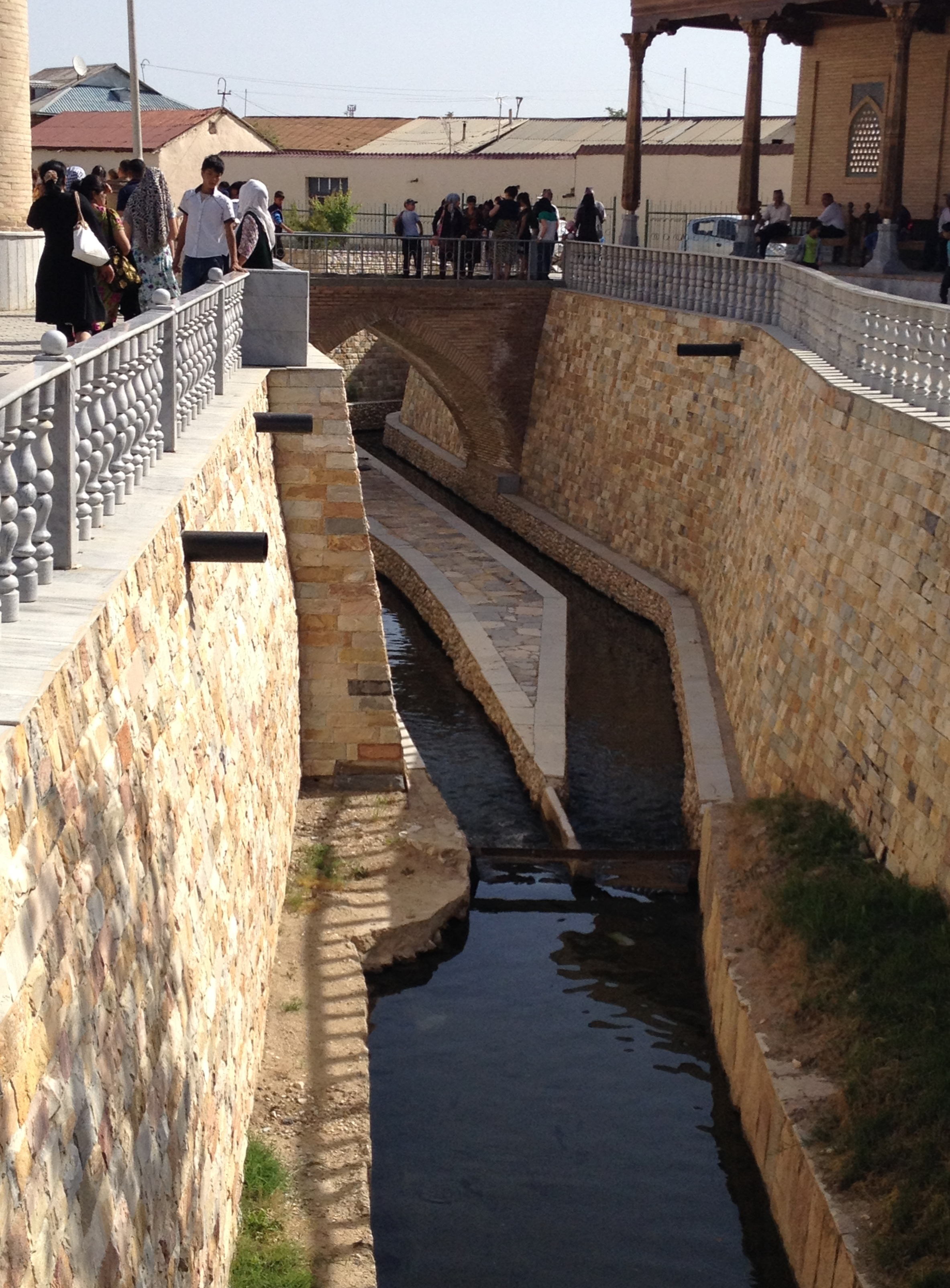
Древняя ирригационная система на территории комплекса

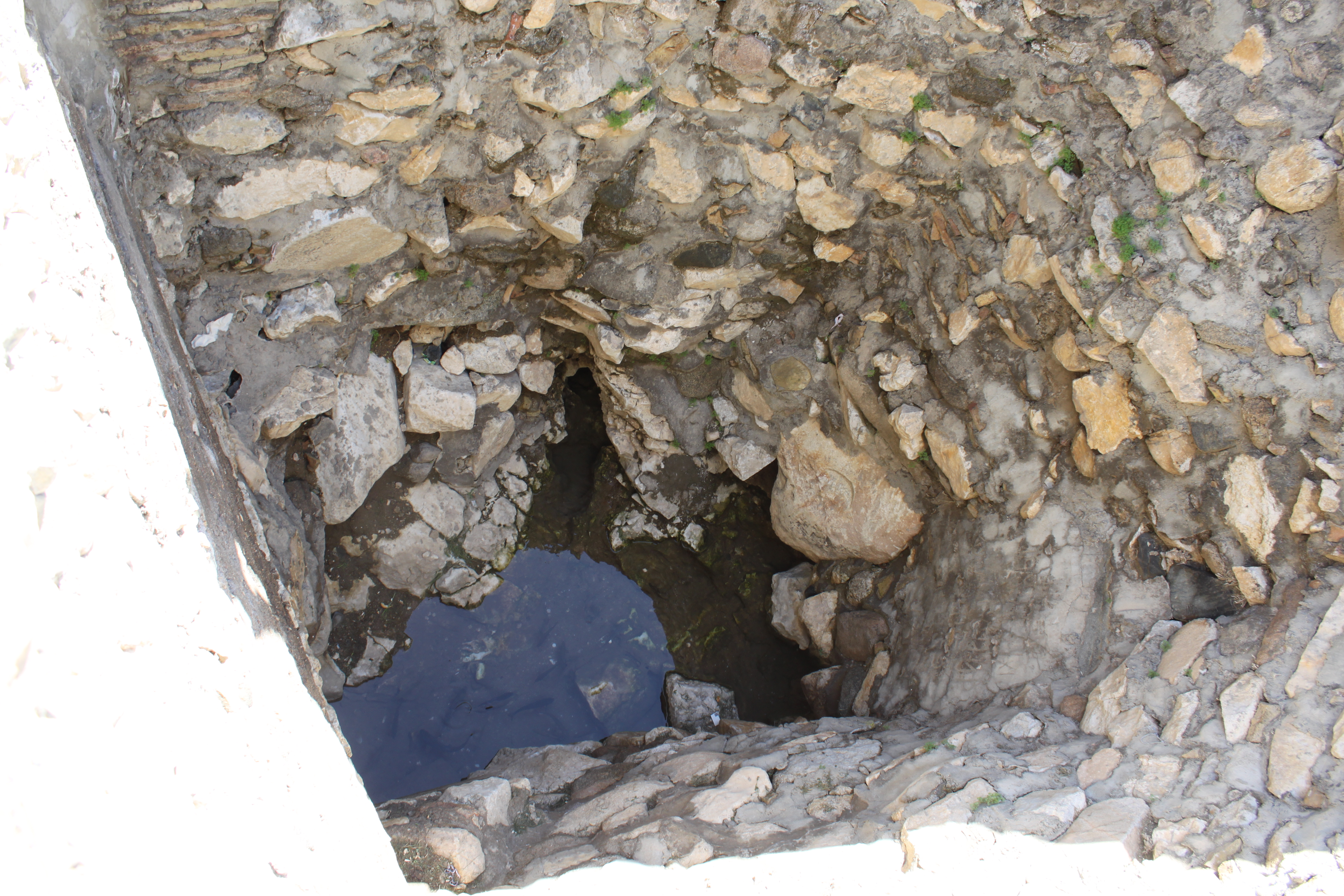
Древний колодец Панджа рядом с источником

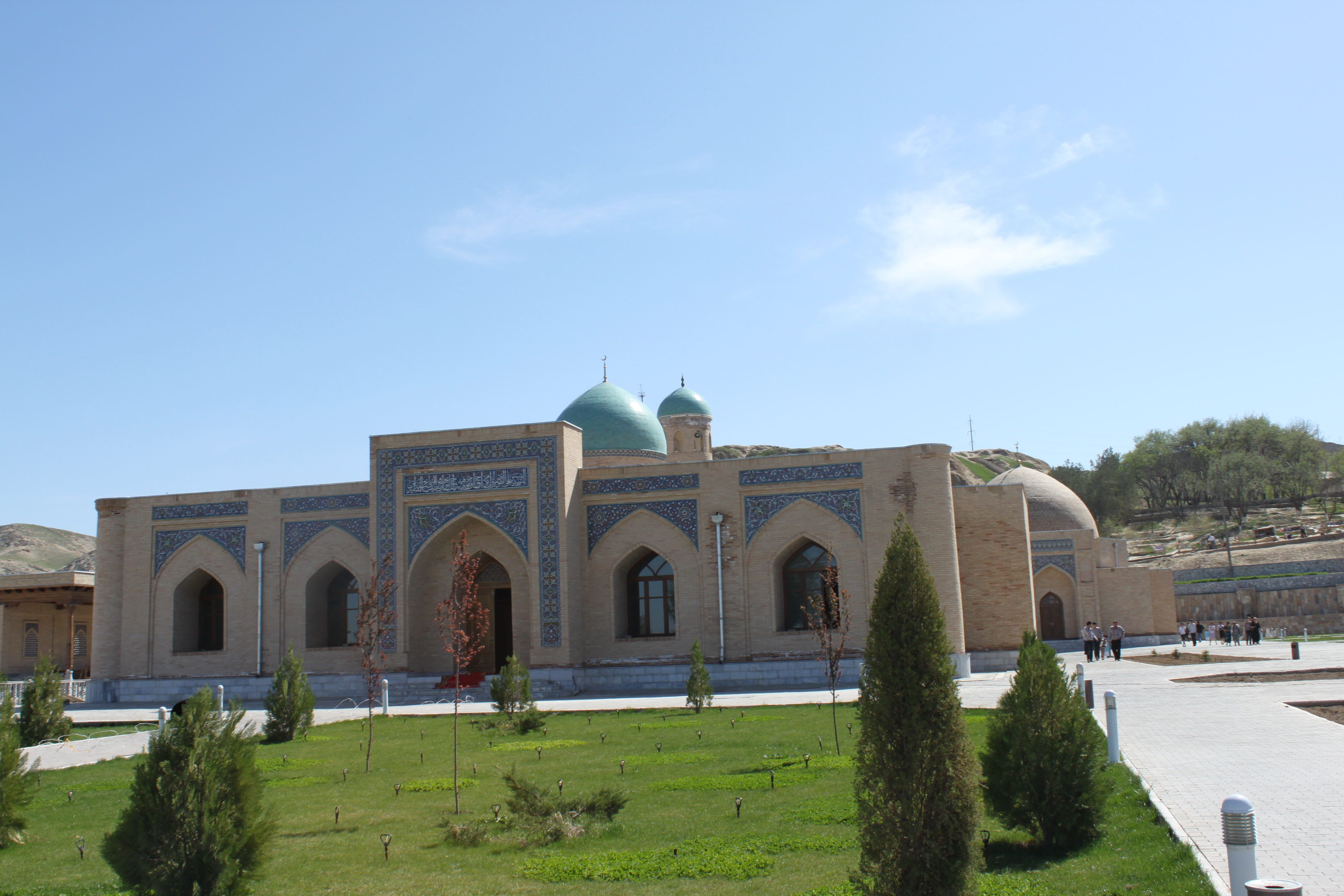
Мечеть Панджвакта

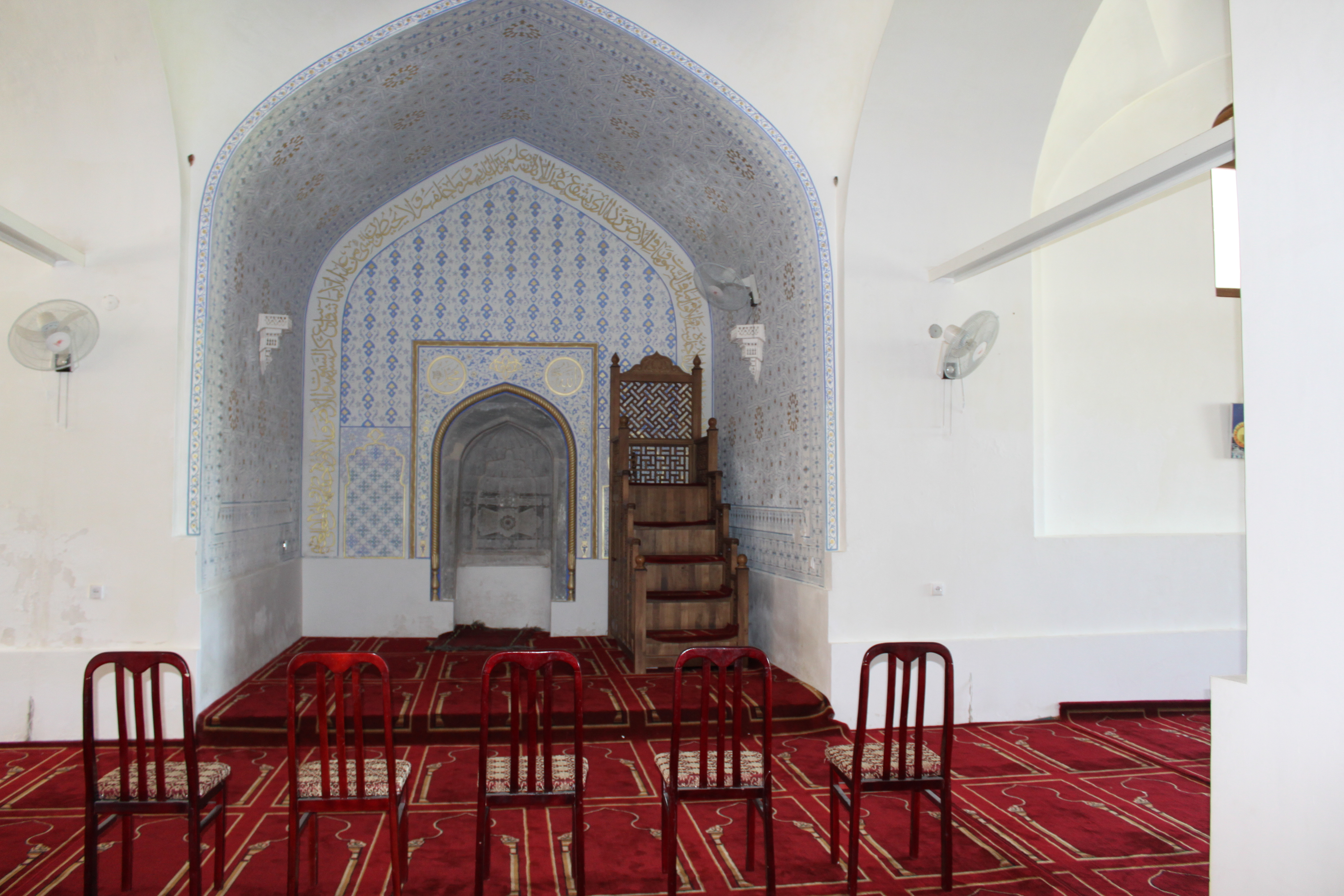
Внутренний вид мечети Панджвакта

Комплекс «Чашма́» или Нур-було́к (узб. «Chashma» majmuasi) — религиозный комплекс, мусульманская святыня в городе Нурата Навоийской области Узбекистана, включающий мазар Нур-ата. В состав комплекса входит сам родник «чашма» (узб. Chashma) и ряд исторических изданий. Название источника дословно переводится с персидского и таджикского языков как «святой источник».
Является наиболее значительным в Средней Азии святилищем при водном объекте (роднике с водоёмом), одним из самых посещаемых и почитаемых мусульманских святых мест на территории региона. Ежегодно комплекс посещают тысячи туристов со всего мира. Большинство паломников привлекает чудодейственная целебная вода, которая, как утверждается, излечивает любые болезни.
Будучи в настоящее время почитаемым мусульманами, культовый объект имеет явную доарабскую историю, которая потенциально включает античность. Сведения о почитаемом человеке, будто бы захороненном на мазаре, противоречивы, в этом качестве называли Александра Македонского, сподвижника халифа Али и некоего Абу-л-Хасана шейха (Нури-ота), якобы соратника Мухаммеда и распространителя ислама в регионе.

## Расположение
Комплекс Чашма расположен в городе Нурата Навоийской области Узбекистана, на границе песков Кызылкума, у основания стен Нуратинской крепости (калы). Ядром комплекса является одноимённый родник, образующий водоём со священными рыбами. При роднике расположена почитаемая могила — мазар. На протяжении веков прилегающая территория функционировала в качестве общественного центра (гузара) для местного населения. Недалеко от святыни функционировали рынок, баня, чайхана и гостиница.
Согласно одной из легенд, имеющих хождение среди местного населения, на место комплекса 40 тысяч лет назад упал метеорит, который излучал свет, а на месте падения метеорита забил родник. Как оказалась, его вода имеет целительные свойства. Местные жители стали называть данное место нур, то есть «свет». От этого якобы произошло и название города Нурата (нур — свет/луч, ата — отец — Отец света).
Источник находится недалеко от руин крепости Нур, которая была основана в IV веке до н.э Александром Македонским. Крепость является одной из самых древних на территории Узбекистана. Развалины фортификационного сооружения сохранились до наших дней и представляют большой интерес для археологов, а также посещающих эти места туристов. В ходе раскопок было установлено, что крепость располагалась на возвышенности и была окружена крепостными стенами. Её редкой особенностью являлась система водопроводов. Со временем вокруг источника возник город Нурата.

## Культ
По словам местных жителей и старцев, главным условием излечения является вера в чудодейственную силу источника. В воде источника плавают стаи рыб маринок. Согласно легенде, рыб Чашмы нельзя употреблять в пищу, так как они считаются священными, как и вода, а если человек съел рыбу из источника, то вскоре он может заболеть и впоследствии умереть, либо его тело покроется белыми пятнами проказы. Рядом с источником находится колодец, имеющий глубину 6 метров, воды которого также считается целебным. Стены данного колодца выложены необработанными камнями, а на дне невооружённым глазом видны контуры, похожие на человеческую ладонь, которая считается рукой Аллаха. По окружности колодца растёт гармала обыкновенная (исырык), дым которой в среднеазиатской медицине используется как дезинфицирующее средство, а в исламе считается изгоняющим злых духов. Многие посетители повязывают на растение ленточку в надежде на исполнение желаний.
Сведения о человеке, якобы захороненном в комплексе Чашма, противоречивы. Проводивший многолетние исследования в Нуратинском регионе А. И. Шевяков пишет, что в 1991 году хранитель святыни передал ему версии об одном из ближайших сподвижников праведного халифа Али (Хазрата Али) и даже Александре Македонском (Искандар Зу-л-Карнайн). В то же время в конце 1990-х гг. нуратинские шейхи назвали ему в этом качестве уже некоего Абу-л-Хасана шейха по прозвищу Нури-ота. Этот человек будто бы являлся соратником пророка Мухаммеда и для проповеди его веры прибыл в регион из города Куфы, в IX веке (через 300 лет после смерти основателя религии). Помимо очевидно неправдоподобного сочетания биографических фактов, эта версия хронологически противоречит обращению нуратинцев в мусульманство, отражённому в исторических источниках. Так, описавший в сочинении «Самария» древности и святыни Самаркандского региона Абу Тахир Ходжа относит этот переход к «началу ислама».
Учитывая содержание культа, связанного с водой и рыбами, почитание Чашмы имеет домусульманское происхождение. А. И. Шевяков предполагает, что оно могло сложиться ещё в античный период, в эпоху существования Согдианы, когда Нурата выступала северным форпостом страны на рубеже со «скифской пустыней» Кызылкум.
Согласно сочинению «История Бухары» средневекового историка Наршахи (X век), расположенные рядом со священным источником мазары являются захоронениями последователей пророка Мухаммеда, видевших его лично. В данном произведении он описал и крепость Нур. Наршахи писал: «тысячи паломников со всего мусульманского мира приезжали и приезжают помолиться в этом святом месте». При посещении мазара паломники преклоняют голову перед могилой и читают молитву.

## Архитектурные строения
В состав комплекса входят построенная позднее XVI века мечеть Джума («пятничная мечеть»), средневековая баня, мазар, колодец Панджа и старинная мечеть Панджвакта (от персидского пандж — пять, вакта — время/раз, то есть буквально «пять раз намаза»). Мечеть Панджвакта является самым древним зданием комплекса, она была построена в первом периоде XVI века. В интерьере мечетей присутствует традиционная резьба по дереву и другие элементы среднеазиатского и персидского декора. Диаметр купола мечети Джума составляет 16 метров.
Баня комплекса была построена в начале XX века бухарскими мастерами на месте более древней бани. Она построена в персидском стиле с помещениями для переодевания и отдельным помещением купальни.
Колодец Панджа (от персидского пандж – пять, означает пять) состоит из пяти входящих водостоков, образующих вид ладони. По древней культуре в Панджу кидают монеты и загадывают желание.